# Tyra White
Tyra Marie White (Kansas City, 23 marzo 1989) è un'ex cestista statunitense, professionista in Europa.

## Carriera
È stata selezionata dalle Los Angeles Sparks al secondo giro del Draft WNBA 2012 (16ª scelta assoluta).

## Palmarès
- Campionessa NCAA (2011)